# Pseudodavara haemaphoralis
Pseudodavara haemaphoralis är en fjärilsart som beskrevs av George Francis Hampson 1908. Pseudodavara haemaphoralis ingår i släktet Pseudodavara och familjen mott. Inga underarter finns listade i Catalogue of Life.